# Этим вечером
«Этим вечером» (фр. À ce soir) — художественный фильм режиссёра Лор Дютиёль.

## Сюжет
Фильм повествует о молодой медсестре по имени Нелли, супруге деревенского доктора. Однажды утром мирное течение жизни нарушается — Нелли обнаруживает своего мужа мертвым.

## В ролях
| Актёр         | Роль  |
| ------------- | ----- |
| Софи Марсо    | Нелли |
| Антуан Чаппей |       |
| Фабио Женози  |       |
| Жеральд Ларош | Рене  |
| Пом Озье      |       |
| Жонас Сапелье | Педро |
| Луис Лубат    | Этьен |
| Фабио Зенони  | Сердж |

### Съёмочная группа
- Режиссёр: Лор Дютиёль
- Сценарий: Лор Дютиёль, Жан-Поль Фаржо